# Antigo Livro de Homilia da Islândia
O Antigo Livro de Homilia Islandesa (Stock. Perg. 4to no. 15), também conhecido como o Livro da Homilia de Estocolmo, é uma das duas principais coleções de sermões do Velho Oeste Nórdico; o outro é o Antigo Livro de Homilia Norueguesa (AM 619 4to), com o qual compartilha onze textos. Escritos por volta de 1200, e ambos baseados em exemplares anteriores, juntos representam alguns dos exemplos mais antigos da prosa nórdica do Velho Oeste.
O Antigo Livro de Homilia da Islândia (OIHB) contém 62 textos e partes de textos, 50 dos quais são homilias. Por esta razão, é melhor considerado um manual homilético do que um homiliário. Além disso, as 'homilias' que contém, como acontece com a maioria das homilias nórdicas antigas, estão mais de acordo com a definição de sermões. Os demais textos são abrangentes e incluem trechos da saga de Stephanus, tradução de parte da Acta Sancti Sebastiani do pseudo-Ambrósio e fragmento de texto que trata da teoria musical, entre outros.

## História
Nada da história do livro é conhecido ao certo até 1682 quando foi comprado por Jón Eggertsson para o Colégio Sueco de Antiguidades. Em 1789, foi transferido, junto com os outros manuscritos do colégio, para a Biblioteca Real da Suécia.
O manuscrito foi datado de várias formas entre o final do século XII e meados do século XIII, mas agora é geralmente aceito que foi escrito 'por volta de 1200'. Tanto a caligrafia quanto a ortografia confirmam que o manuscrito foi escrito na Islândia.

## Descrição do manuscrito
O manuscrito está escrito em 102 folhas de pergaminho, encadernadas em uma capa de pele de foca, que se dobra em uma aba na frente. Tanto a capa quanto a aba têm vários sinais esculpidos, muitos dos quais podem ser identificados como runas. A contracapa tem três sinais que parecem estar em escrita gótica.
O texto é predominantemente em caligrafia minúscula carolíngia com espinho e wynn insulares, escritos em tinta marrom. Existem vários cabeçalhos em tinta vermelha e, ocasionalmente, a primeira palavra de um sermão foi preenchida com tinta vermelha. Existem inúmeras entradas marginais; alguns contemporâneos ao manuscrito e outros datando dos séculos 16 a 19.
Há uma série de alterações iniciais no manuscrito que parecem datar de uma controvérsia entre Theodor Wisén, o primeiro editor do texto, e Ludvig Larsson, que publicou um estudo que continha quase 2.000 correções da edição de Wisén. Linbald (1975) concluiu que em quase 1200 casos as leituras de Larsson estavam corretas e em cerca de 150 casos, suas leituras estavam incorretas. Mas na maioria dos casos em que as leituras de Larsson parecem incorretas, houve alterações no texto: identificado como muito jovem pela “forma dos acréscimos, tinta e qualidade da caneta utilizada”.
A página 77v tem três desenhos: dois leões gravados a ponta seca e um desenho a tinta de um homem apontando com a mão. O leão mais claro é do tipo românico e foi datado da primeira parte do século XIII.
Tem havido muito debate sobre o número de mãos envolvidas na escrita do manuscrito, com opiniões variando de 1 a 14. Os dois estudos mais recentes citados por van Leuwen, (Rode 1974) e (Westlund 1974) colocam o número de mãos em 14 e 12 respectivamente. Van Leuwen afirma que ela se sente atraída pelo fato de haver apenas uma mão envolvida. Stefán Karlsson também tem essa opinião.

## Conteúdo
O livro é principalmente distinto do Antigo Livro de Homilia da Noruega, porque, ao contrário deste último, não está organizado de acordo com o ano eclesiástico. O material de origem do livro foi rastreado até vários Padres da Igreja, embora um estudo completo das fontes ainda tenha de ser realizado. Porém, ele também fez uso de material disponível em outros homiliares. Por exemplo, ele contém uma tradução aproximada de um sermão incluído no “homilário do tipo Pembroke”: uma antologia de um pregador carolíngio.
O estilo do livro é mais próximo ao do Íslendingasögur do que o vocabulário latino e a sintaxe da prosa religiosa nórdica do Velho Oeste posterior. Faz uso de mudanças abruptas no tempo verbal e do discurso indireto para o direto, particularmente nas paráfrases dos evangelhos. Ocasionalmente, usa “provérbios nativos e semelhanças cotidianas” que contribuem para seu estilo simples e prático. No entanto, dispositivos retóricos às vezes são usados para alcançar um alto estilo e algumas frases podem ser digitalizadas como versos.
Dos 11 sermões que o livro islandês e o livro norueguês têm em comum, dois são encontrados no que é possivelmente o fragmento de manuscrito islandês mais antigo, AM 237a fol: datado de 1150. Esses textos são a 'Homilia da Igreja de Madeira' e um sermão para o Dia de São Miguel. Indrebø mostrou que os 11 sermões em comum são cópias de cópias, pelo menos. Da mesma forma, ele concluiu que AM 237a fol é uma cópia de uma cópia, e provavelmente era um remanescente de um homiliário em si. Isso implica que pelo menos algum material do manuscrito pertence a antes de 1150.
Assim como os sermões encontrados no livro norueguês e no AM 237a fol, alguns sermões aparecem em outros manuscritos nórdicos antigos, como Hauksbók.